# Slutstrid
Slutstrid (engelska: Downbelow Station) är en science fictionroman av den amerikanska författaren C. J. Cherryh från 1981. 

## Handling
Slutstrid utspelas i en framtida värld där expansionen ut i rymden genomförts av det mäktiga Jordkompaniet. Detta bolag har vid bokens inledning utforskat stjärnor i Jordens närhet, koloniserat lämpliga främmande världar och byggt rymdstationer runt andra solar. Kolonierna har växt och blivit mer självständiga, och handeln mellan världarna har med det ökat i betydelse. Unionen, en interplanetär organisation med planeten Cyteen i ledarställning, har utmanat Jordkompaniet och ett lågintensivt krig inletts.  
Runt stjärnan Tau Ceti, kallad Pells stjärna, finns rymdstationen Pell, i folkmun kallad "Däruppe". Den närbelägna planeten, som hyser intelligent liv, kallas "Därnere". Planetens urinvånare kallas hisa, och är vänliga humanoider med en lågteknologisk civilisation. Stationen Pell är belägen på en mycket strategisk viktig punkt mellan Jorden och de fjärran kolonierna. På Pell finns två ledande släkter, släkterna Konstantin och Lukas, som är ingifta i varandra men också rivaler om den politiska makten. Stationsmästare på Pell är en man vid namn Angelo Konstantin, och hans söner Damon och Emilio har viktiga roller, vilket likaså hans svåger Jan Lukas har. Damons fru, Elene Quen, är en överlevande från kriget. Hennes familj ägnade sig åt handel och var välkänd, men utplånades tillsammans med sitt skepp under en strid.
Kriget mellan Jordkompaniet och Unionen orsakar stora flyktingströmmar till Pell, som än så länge inte befinner sig i frontlinjen. Flyktingarna placeras i en karantän-zon (kallad 'K') på Pell, vilket orsakar stor social oro på stationen. Tillsammans med flyktingskeppen anländer också rymdskeppet Norway, under befäl av kapten Signy Mallory, som är en del av Jordkompaniets flotta. Med på Norway befinner sig Josh Talley, en krigsfånge från Unionsidan, som förhörs av Damon Konstantin. För att undvika att placeras i 'K' genomgår Talley en minnesradering. Damon och Elene får sympati för Talley och försöker hjälpa honom. 
Till slut kommer kriget närmare Pell. Jordkompaniets styrkor under Conrad Mazian är mer eller mindre utelämnade åt sig själva eftersom de inte får något avgörande stöd från Jorden. När Unionen tvingar Jordkompaniets utsände att acceptera fredsförhandlingar retirerar Mazians flotta till Pell, tar över stationen och inför krigslagar både på stationen och Därnere. Unionens flotta slår plötsligt till mot systemet och förintar två av Mazians nio skepp. Dessutom skrider Jan Lukas till verket. Han har tidigare interagerat med agenter från Unionssidan, som han tror kommer att vinna, och tillsammans med dessa  genomförs en statskupp i syfte att destabilisera stationen. Angelo Konstantin mördas och flyktingarna i 'K' släpps lös på stationen, varpå upplopp och kaos utbryter. Under striderna flyr alla handelsfartyg som legat förtöjda vid Pell, och Elene Quen tvingas att fly med dem för att undvika att skadas i oroligheterna. 
Anfallet slås tillbaka, men Mazian vet att Unionen har överhanden och kommer tillbaka. Han omgrupperar sina styrkor och återställer ordningen på Pell, med hjälp av Jan Lukas som ikläder sig rollen som quisling. Damon och Josh överlever nätt och jämnt upplopp och ett mordförsök och flyr in i Pells undre värld där de försörjer sig på att sälja förfalskade konto- och ID-kort. Tack vare Damons kunskap om Pells datasystem och infratstruktur samt Joshs oanade talang för överlevnad i denna skuggtillvaro klarar de sig förvånansvärt bra. Under tiden samla Elene handelsskeppen ute i rymden till en allians, i syfte att göra gemensam sak längre fram.
En skärmytsling mellan besättningarna från de olika skeppen i Mazians flotta blottar flottans svaghet. De är vana vid att agera oberoende av varandra och tillsammans uppstår interna strider. Signy Mallory upptäcker att hon och hennes skepp alltmer manövreras ut av andra kaptener och skepp. Dessutom lyckas hon förutsäga Mazians strategi: att återvända till Jorden och ta makten med våld och använda sig av brända jordens taktik genom att förstöra Pell och Därnere och därmed förstöra Unionens möjlighet att fortsätta kriget effektivt. Berättelsens upplösning börjar genom att Josh upptäcks av Unionens agenter på Pell, vilka känner igen honom som en av dem. Agenterna ordnar ett möte med Josh och Damon, men de upptäcks av trupper från ett av Mazians skepp. I striden som utbryter dödas agenterna och Josh och Damon tillfångatas. Soldater under Mallorys befäl intervenerar dock och efter ytterligare stridigheter tar man med sig fångarna till Norway. Mallory beordras av Mazian att döda dem, men kaptenen tar ett avgörande beslut: hon bryter med Mazian och beger sig mot öppna rymden efter en våldsam flykt från stationen. Väl ute i djuprymden kontaktar hon Unionens flotta och byter sida. Unionen återupptar då sin offensiv mot Pell, förstärkta av Norway. Mazians skepp ger sig av hastigt av mot Jorden, och det ser ut som att Unionen erövrat Pell. Men då dyker Elene Quen upp med hela flottan av bestyckade handelsskepp. Denna handelsmännens Allians tvingar Unionen att ge sig av från ett Pell, som istället förklaras neutralt och där Damon Konstantin ses som den naturlige ledaren. Romanen slutar med denna, åtminstone tillfälliga, fred.

## Priser
Romanen belönades med Hugopriset för bästa roman 1982. 